# Jurģis Pučinskis
Jurģis Pučinskis (Dunaburgo, 1 de Março de 1973) é um ex-futebolista letão. Jogou o Campeonato Europeu de Futebol de 2004, único torneio internacional disputado pela Seleção Letã de Futebol.